# Biserica „Intrarea în templu a Maicii Domnului” din Ulmu
Biserica „Intrarea în templu a Maicii Domnului” este o biserică amplasată în Ulmu, raionul Ialoveni, Republica Moldova. Este un monument arhitectural de importanță națională inclus în Registrul monumentelor Republicii Moldova ocrotite de stat cu nr. 788 (raionul Ialoveni). Datează din 1881.